# Corvino San Quirico
Corvino San Quirico ist eine norditalienische Gemeinde (comune) mit 955 Einwohnern (Stand 31. Dezember 2023) in der Provinz Pavia in der Lombardei. Die Gemeinde liegt etwa 19,5 Kilometer südlich von Pavia in der Oltrepò Pavese und gehört zur Comunità Montana Oltrepò Pavese.